# ジャディード運動
ジャディード運動(ロシア語: Джадидизм)は、19世紀末から20世紀初頭にかけての、ロシア帝国および中央アジアにおける改革派ムスリム知識人による改革運動を指す。
運動の呼称である「ジャディード（jadīd）」は、アラビア語で「新しい」を意味し、改革派知識人が普及に努めた近代的教育方式「ウスーリ・ジャディード（usūl-i jadīd、新方式の意）」に由来する。なお「ジャディード」は、しばしば彼ら改革派を指す呼称としても用いられるが、呼称自体は後世の学術的観点によるものであり、当時の改革派知識人自身は「改革主義者（Taraqqiparvarlar）」「青年（Yäşlär）」と自称したとされる。

## ロシアでの展開
ジャディード運動の端緒となったのは、1880年代のクリミア半島とされる。クリミアのバフチサライ市長を務めたイスマイル・ガスプリンスキーやen:Ghabdennasir Qursawiやムーサー・ビギエフは、ムスリム社会の伝統的教育システムを批判し、実用的な教育方式の必要性を主張していた。彼の手により、1883年に最初の新方式学校がバフチサライに開設された。新方式学校では、生徒の母語であるクリミア・タタール語や、四則計算、およびイスラームに関する基本的な知識が教授され、教室、黒板、机、教科書、地図といった近代的な教育装置が学校に導入された。
新方式教育は、識字率の向上などに大きな成果を挙げたため、クリミアだけでなく、カフカス、ヴォルガ川沿岸のムスリムの間にも普及した。また、ジャディードが出版したバフチサライの『テルジュマン』紙や、チフリスの『モッラー・ナスレッディン』紙といった新聞も、教育改革の主張を広める上で重要な役割を果たした。
一方でロシア政府は、こうした改革運動が、汎テュルク主義や汎イスラーム主義的傾向をもっているとみなし、オスマン帝国や英領インドのムスリムとの連携を恐れて、運動の動向を警戒した。
またロシア政府だけでなく、モスクや宗教教育施設の運営を行っていたウラマー層（ジャディードに対して、カディーム（qadīm、「古い」の意）と呼ばれた）も、既得権益を侵されるとしてジャディードに敵対的であった（ジャディードとカディームの間の対立は、地域社会の主導権を巡る対立であり、イデオロギー上の差異は、それ程大きなものではなかったと位置付ける研究もある）。
ジャディード運動からは、ガリムジャン・バルーディー(Ğ. Barudi、Галимджан Баруди)、ムーサー・ビギエフ(M. Bigiev)、アブデュルレシト・イブラヒム(Ğäbdräşid İbrahimov)、リザエッティン・ファフレッティノフ(R. Fäxretdinev, Ризаитдин Фахретдинов)など、ロシア革命前後に民族エリートとして活躍したムスリム知識人が多く輩出された。

## 中央アジアでの展開
中央アジアでは、19世紀末にヴォルガ・タタール人の商人らにより新方式教育が導入され、多くの支持者を獲得した。
1917年のロシア革命後には、ジャディードによる政治運動も活発になった。英国諜報部員フレデリック・ベイリーが政治運動に関与していた記録が残っている。ベイリーは、ボルシェビキとドイツによる中央アジアでのカルムイク・プロジェクトに対抗する勢力としてこの運動を利用した。
ロシア領トルキスタンでは、ムスタファ・チョカイ（Мустафа́ Шока́й）らジャディードと、ウラマー、地主ら在地有力者によりコーカンドにて自治政府が樹立、セミパラチンスクではアリハン・ボケイハノフらカザフ人ジャディードによりアラシュ・オルダ政権が樹立された。
ロシアの保護国であったブハラ、ヒヴァの両国では赤軍の介入により、ブハラ人民ソビエト共和国、ホラズム人民ソビエト共和国が樹立され、ファイズッラ・ホジャエフ、フィトラト(en:Abdurrauf Fitrat)らジャディードも政権に参画した。
しかし、コーカンド自治政府は、タシュケント・ソビエト軍の介入により崩壊し、アラシュ・オルダ政権もロシア内戦で白軍と赤軍の間で翻弄され解体された。
中央アジアのジャディードたちは、当初はボリシェヴィキの権力掌握に協力し、自らの社会改革の要求を実現することに努めた。しかし、1924年には中央アジアの民族境界画定が行われ、中央アジアの統治システムに大きな変革が加えられ、次第に影響力を喪失していった。ホジャエフをはじめとする大半のジャディードは、1930年代に政権から追放され処刑された。
ソ連邦崩壊後、ウズベキスタンやタタールスタン等の諸国では、共和国の公的史観を確立するにあたり、ジャディードの役割が再評価されている。